# Antonia Thomas
Antonia Thomas (ur. 3 listopada 1986 w Londynie) – brytyjska aktorka.
Znana przede wszystkim jako Alisha Daniels z serialu Wyklęci, Tasha Raveley z serialu Homefront, Claire Browne z serialu The Good Doctor, oraz z roli Evie w serialu Lovesick.